# Sierra de Cazorla
Sierra de Cazorla (també Alto Guadalquivir o Comarca de Cazorla) és una comarca de la província de Jaén. Una part significativa del seu territori forma part del Parc Natural de les Sierras de Cazorla, Segura i Las Villas. La població de la comarca és de 33.993 habitants (INE 2006), té una superfície de 1.330,72 km², i una densitat de població de 25,5 hab/km².

## Geografia
Cazorla és la capçalera de la comarca, així com el nucli urbà més gran d'aquesta. Si bé, es produïxen un gran nombre de desplaçaments a Úbeda per motius sanitaris, legals, d'oci i compres, per ser aquest el nucli econòmic més proper dels voltants (aproximadament 40-50 km).

### Coordenades Geogràfiques
| Coordenades | 38° 05′ 00″ N 2° 45′ 00″ O |

## Economia
L'economia de la comarca es basa principalment en dos pilars: el turisme (fonamentalment rural) i l'agricultura. El primer, es dona en major quantitat en Cazorla i en les proximitats i interior del parc natural. L'agricultura, per la seva banda, es dona en la resta del territori, destacant el cultiu de l'olivera, encara que en les vegues dels rius també són comuns les hortes i cultius com el de l'espàrrec.

## Comunicacions
Les comunicacions entre els municipis no són massa bones degut, principalment, a l'orografia del terreny, encara que han manifestat una considerable millorança en els últims anys. Així i tot, alguns nuclis de la zona sud-est, com Pozo Alcón o Hinojares, queden en una situació menys accessible que la resta.